# Municipalità di Java
La municipalità di Java è una municipalità della Georgia, appartenente alla regione di Shida Kartli e con capoluogo Java.